# Арнолдс Лініньш
Арнольдс Лініньш (латис. Arnolds Liniņš; *11 листопада 1930 — †12 вересня 1998) — латвійський театральний актор, режисер і педагог.

## Біографія
Народився 11 листопада 1930 в Ризі, в сім'ї, що мала німецьке коріння. Мати репатріювалася в 1939 до Німеччини і хлопчик виховувався в домі прийомних батьків.
Закінчив 5-ту Ризьку середню школу, театральний факультет Латвійської державної консерваторії ім. Я. Вітола (1952), Вищі режисерські курси Державного інституту театрального мистецтва в Москві (1965).
З 1952 актор Державного драматичного театру імені Андрейса Упітса (Національний театр). Був популярним естрадним виконавцем. Режисер Даугавпілсського музично-драматичного театру (1959), актор і режисер Державного театру юного глядача Латвії (1960-1964), режисер самодіяльного театру Ризького будинку вчителя (1965), асистент режисера і режисер-постановник Державного академічного театру опери і балету Латвії (1966-1970), головний режисер Державного академічного художнього театру ім. Я. Райніса (Театр Дайлес, 1971-1987), керував переїздом театру в нову будівлю (1977). У 1987 покинув пост головного режисера, але залишився в театрі на посаді режисера-постановника.
Брав участь в постановках спектаклів в Ризькому театрі оперети, Театрі опери та балету, Державному драматичному театрі, Лієпайському драматичному театрі, Ляльковому і Молодіжному театрах.
Як запрошений режисер працював у драматичних театрах Шауляя (Литва) і Враца (Болгарія), як запрошений актор виступав на сцені Нового Ризького театру (1994-1996).
Викладав в стінах Латвійської державної консерваторії, був керівником режисерських курсів. Викладав і керував акторськими студіями Театру Дайлес і Латвійської академії культури.
Знімався в кіно на Ризькій кіностудії. Вів заняття в Народній студії кіноактора.
Дружина — режисер і театральний діяч Айна Матіса.
Помер 12 вересня 1998 в Ризі, похований на Лісовому цвинтарі. У 2001 на могилі встановлено пам'ятник роботи скульптора Фелдберга.

## Визнання і нагороди
- 1986 — Премія ім. Екаба Дубурса

## Творчість

### Ролі в театрі

#### Театр драми імені Андрейса Упітса (Національний театр)
- 1953 — «Злий дух» Рудольфа Блауманіса — Андріевс
- 1953 — «Неназване прізвище» В. Минко — Сашко
- 1953 — «Цепліс» за романом Павіла Розітіса — Цезар Цауне
- 1954 — «Індрани» Рудольфа Блауманіса — Ноліньш
- 1955 — «Сімейна справа» Єжи Лютівська — Крістоф
- 1955 — «Дні кравців в Сілмачах» Рудольфа Блауманіса — Карленса
- 1957 — «Злочин і кара» за романом Ф. М. Достоєвського — Разуміхін
- 1958 — «Філумена Мартурано» Едуардо де Філіппо — Умберто

#### Державний театр юного глядача Латвії
- 1961 — «Принижені і ображені» за романом Ф. М. Достоєвського — Альоша
- 1961 — «Принцеса Гундега і король Брусубарда» Анни Брігадере — Маріс
- 1961 — «Троянський кінь» Гунара Прієде — Гунтіс
- 1962 — «Онуки Колумба» Зигмунда Скуінь — Роберт Красткалнс

#### Новий Ризький театр
- 1994 — «Історія кавалера де Грійо і Манон Леско» Л. Гундарєв за романом абата Прево — Губернатор
- 1995 — «Вогняна тьма» Альфонсо Вальєхо — Батько
- 1996 — «Чайка» А. П. Чехова — Дорн

### Даугавпілський музично-драматичний театр
- 1959 — «Мільйон за посмішку» Анатолія Софронова
- 1959 — «Крізь з вікна» Яніса Лусіс

### Державний театр юного глядача Латвії
- 1962 — «Все це не так просто» (латис. "Tas nav tik vienkārši") Георгія Шмельова
- 1964 — «Доля барабанщика» (латис. "Bundzinieka liktenis") Аркадія Гайдара
- 1964 — «Олов'яні кільця» (латис. "Alvas gredzeni") Тамари Габбе

### Театр драми імені Упітса (Національний театр)
- 1967 — «Близнюки Чортового кряжа» за романом Егона Лівсі
- 1970 — «П'ятиповерхове місто» за романом Віліса Лациса
- 1971 — «Безкрилі птиці» за романом Віліса Лациса
- 1993 — «Смертельна пастка» Айри Левіна

### Художній театр імені Райніса (Театр Дайлес)
- 1970 — «Стіна» за поемою Я. Марцинкевича
- 1971 — «В яку гавань?» Арвида Грігуліса
- 1971 — «Трохи про жінку» Едварда Радзинського
- 1972 — «Дурень і утюжнікі» Паула Путніньша (спільно з Улдіс Пуцітіс)
- 1972 — «Отілія і діти її дітей» Гунара Прієде (спільно з Айною Матіс)
- 1972 — «Річард III» Вільяма Шекспіра
- 1973 — «Коротке наставляння в любові» Рудольфа Блауманіса
- 1973 — «Ніч ігуани» Теннессі Вільямса
- 1974 — «Все в саду» перероблена Едвардом Олбі п'єса Дж. Купера
- 1974 — «Останній бар'єр» інсценування розповіді Андрія Дріпе
- 1975 — «Бранд» Генріка Ібсена
- 1975 — «Оле Бінкоп» Ервіна Штритматтера
- 1976 — «Протокол одного засідання» Олександра Гельмана
- 1977 — «Приходь на сходи грати» Гунара Прієде

### Музичний театр
- 1989 — «Homo Novus» Андрія Янсона і Аншлава Еглітіса
- 1994 — «Маріца» Імре Кальмана
- 1994 — «З підсолодженої пляшки» Іманта Калниньша за п'єсою Рудольфа Блауманіса

### Національна опера
- 1991 — «Норма» Вінченцо Белліні

### Лієпайський театр
- 1993 — «Дні кравців в Сілмачах» Рудольфа Блауманіса
- 1994 — «Славне перше червня» Річарда Шерідана
- 1995 — «Абу-Гассан» Карла Марії фон Вебера
- 1995 — «Джанні Скіккі» Джакомо Пуччіні
- 1995 — «Міщанин у дворянстві» Мольєра

### Ляльковий театр
- 1996 — «Розповідь про Тілле і чоловікові з собаками» Андрій Нейбург

### Акторська трупа молодіжного театру
- 1996 — «Інгеборга» К. Геца

### Театр одного постановки
- 1989 — «Зелена гуртка» М. Зіверт (спільно з Андрісом Маліньшем)

### Шяуляйський драматичний театр
- 1982 — «Солодке тягар» Пауля Путніньша

### Врачанський драматичний театр
- 1986 — «Дні кравців в Сілмачах» Рудольфа Блауманіса

## Фільмографія
- 1957 — «Рита» — П'єр
- 1967 — «Дихайте глибше» — Міервалдіс Тралмакс
- 1970 — «Лицар королеви»
- 1973 — «Дотик»
- 1973 — «Ключі міста»
- 1978 — «Театр»
- 1979 — «Незавершена вечеря» — Отто Хампус Бруберге
- 1979 — «Чекайте» «Джона Графтона» — Сніккер
- 1983 — «Чужі пристрасті» — Циган
- 1983 — «Постріл в лісі» — Трукша
- 1986 — «<Останній репортаж» — Науманн
- 1991 — «Депресія»
- 1992 — «Таємниці сім'ї де Граншан» — Вернон
- 1996 — «Анна»